# 潮吹き (くじら)

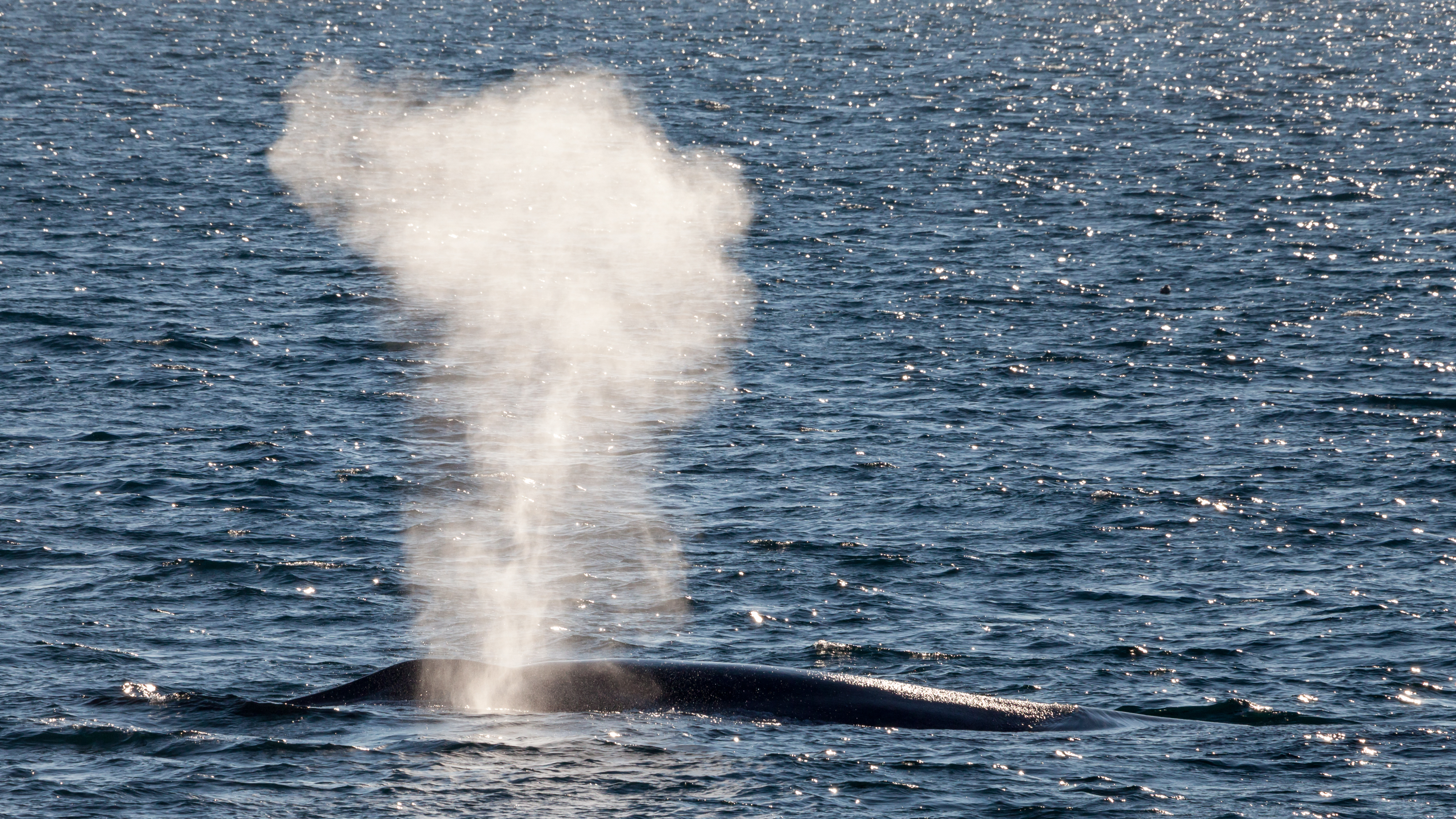
シロナガスクジラの潮吹き

潮吹き（しおふき）は、クジラの呼吸時に呼気が水滴と共に立ち上る現象である。噴気ともいう。英語では blow（ブロー）または spout（スパウト）という。「潮吹き」も "spout" も液体の放出の意を原義に持つが、吹き上がっているのは海水ではなく呼気である。

## 機構
クジラ類の鼻孔は水棲生活への適応として、テレスコーピングと呼ばれる形態変化を経て頭頂部へ移動し噴気孔となった。テレスコーピングの意義はいくつかあると考えられているが、その一つは水面での呼吸が容易になることである。ハクジラ類は1つ、ヒゲクジラ類は後方に広がったハの字型の2つの噴気孔を持つ。開閉のための筋肉は弛緩した状態で噴気孔が常に閉じるようになっており、水面に出て開閉筋を収縮させると噴気孔が開く。噴気孔の開放により呼気が空中に放出される。その際、断熱膨張により冷却された呼気中の水蒸気が凝縮により水滴となり、まるで潮を吹いているように見える、という仕組みとなる。

## 外形
噴出される「潮」の大まかな形は一般的には逆円錐形であり、高さ・濃さ・形状はクジラの種類により異なる。そのため船上で遠方からの観察でもクジラの発見と種同定が可能であり、このことが捕鯨の効率化とクジラ個体数減少の一因ともなった。
- セミクジラ・ホッキョククジラ

高さは 4.5-4.8 m に達するが、噴気孔から 1.5-1.8 m の所で2叉し V 字状となる点が特徴である。この独特な特徴により他のクジラの潮吹きと容易に区別できる。
- シロナガスクジラ

細長い1本の潮吹きが直上に吹き上がり、高さは 3.6-4.5 m まで届く。
- ナガスクジラ

シロナガスクジラと同様の形状だが、シロナガスクジラに比べて全体的に太い一方で高さはそれより低く 2.4-3.0 m ほど。
- イワシクジラ

高さはナガスクジラと同じ程度かそれより低い 1.5-2.4 m だがナガスクジラよりも希薄で、最高高度に達する前に微風で拡散してしまう。
- ザトウクジラ

非常に太い噴出で下部よりも上部でさらに太くなり、上端が曲がって球状に見える。高さは 2.4-3.6 m 程度。
- マッコウクジラ

上述のヒゲクジラ類が基本的に真っ直ぐ上方に吹き出すのに対し、水平面に対して斜めに（45° とも 55° とも言われる）吹き出すのが大きな特徴となる。他にツチクジラも同様だがより小規模の噴出を行う。
上掲の記述の基となった研究は時代が古いため、言及されている種は現在の物と若干の差異があることに留意（具体的にはこの記述の"セミクジラ"は現在のセミクジラ属3種であり、"イワシクジラ"には当時別種とされていなかったニタリクジラやミンククジラが内包される）。

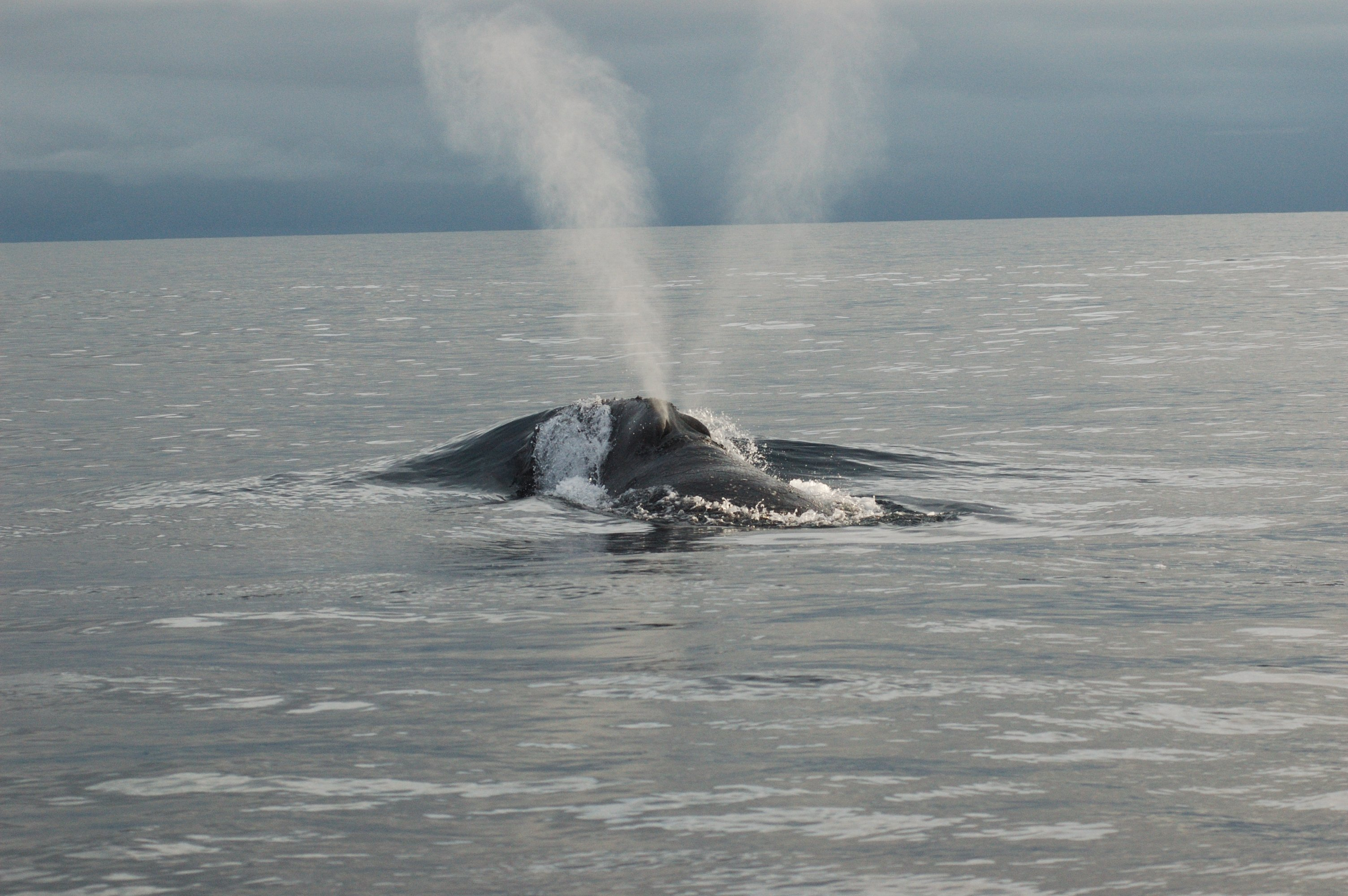
セミクジラの2叉の噴出
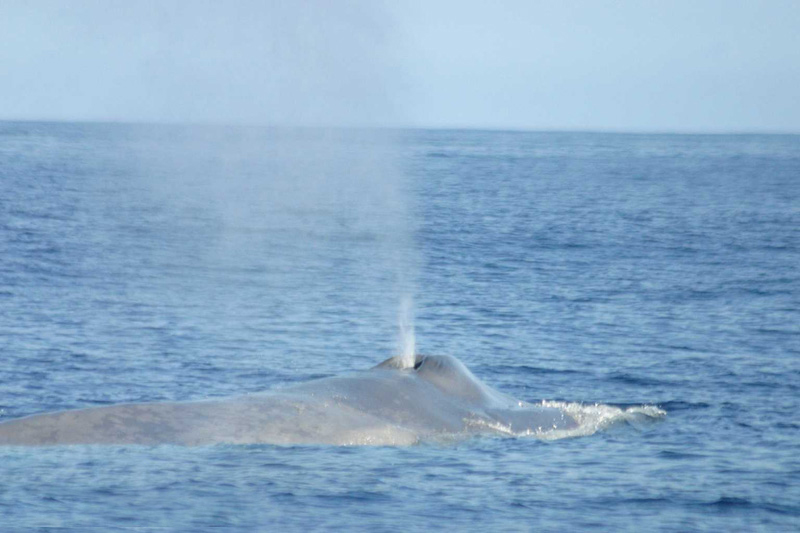
シロナガスクジラの直上噴出
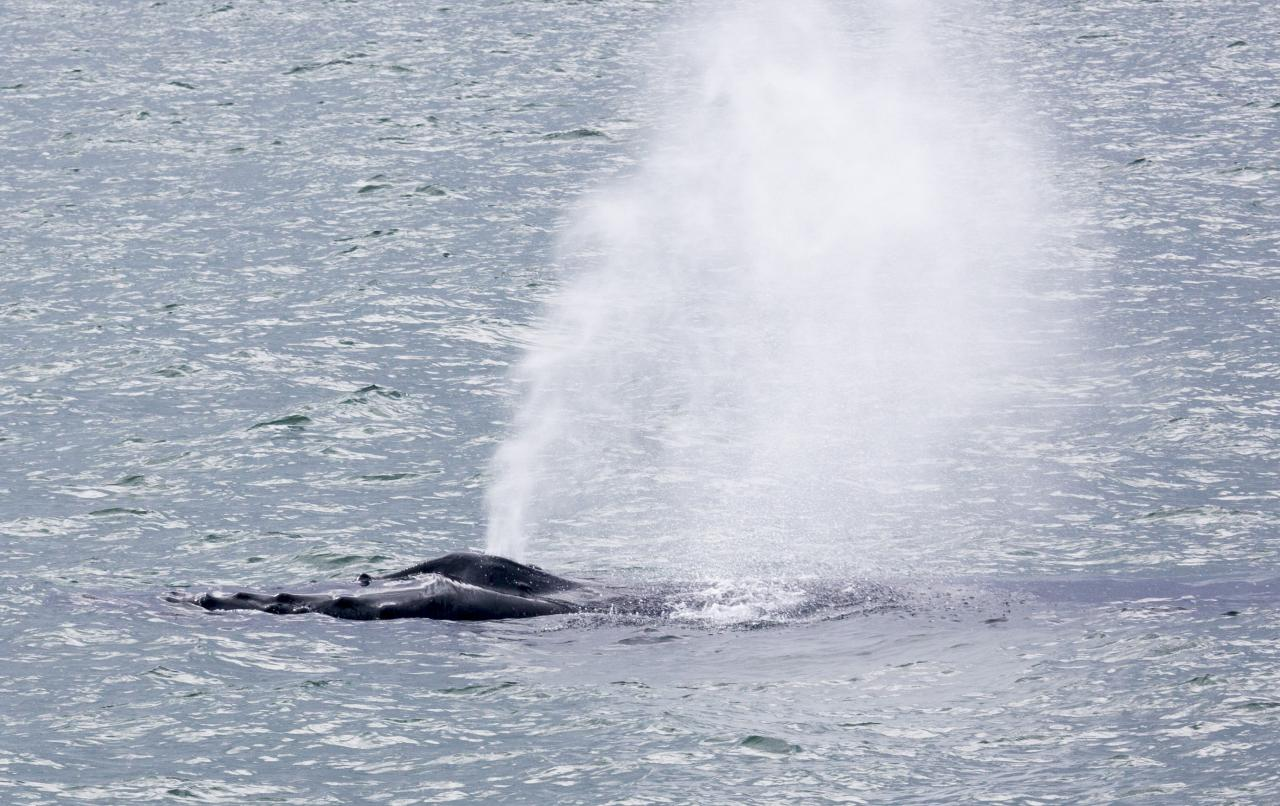
ザトウクジラの球状の噴出
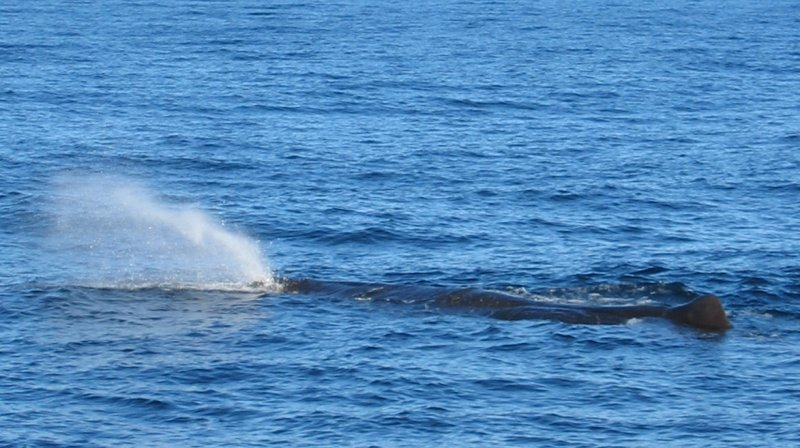
マッコウクジラの斜め前方への噴出

## 文化的影響

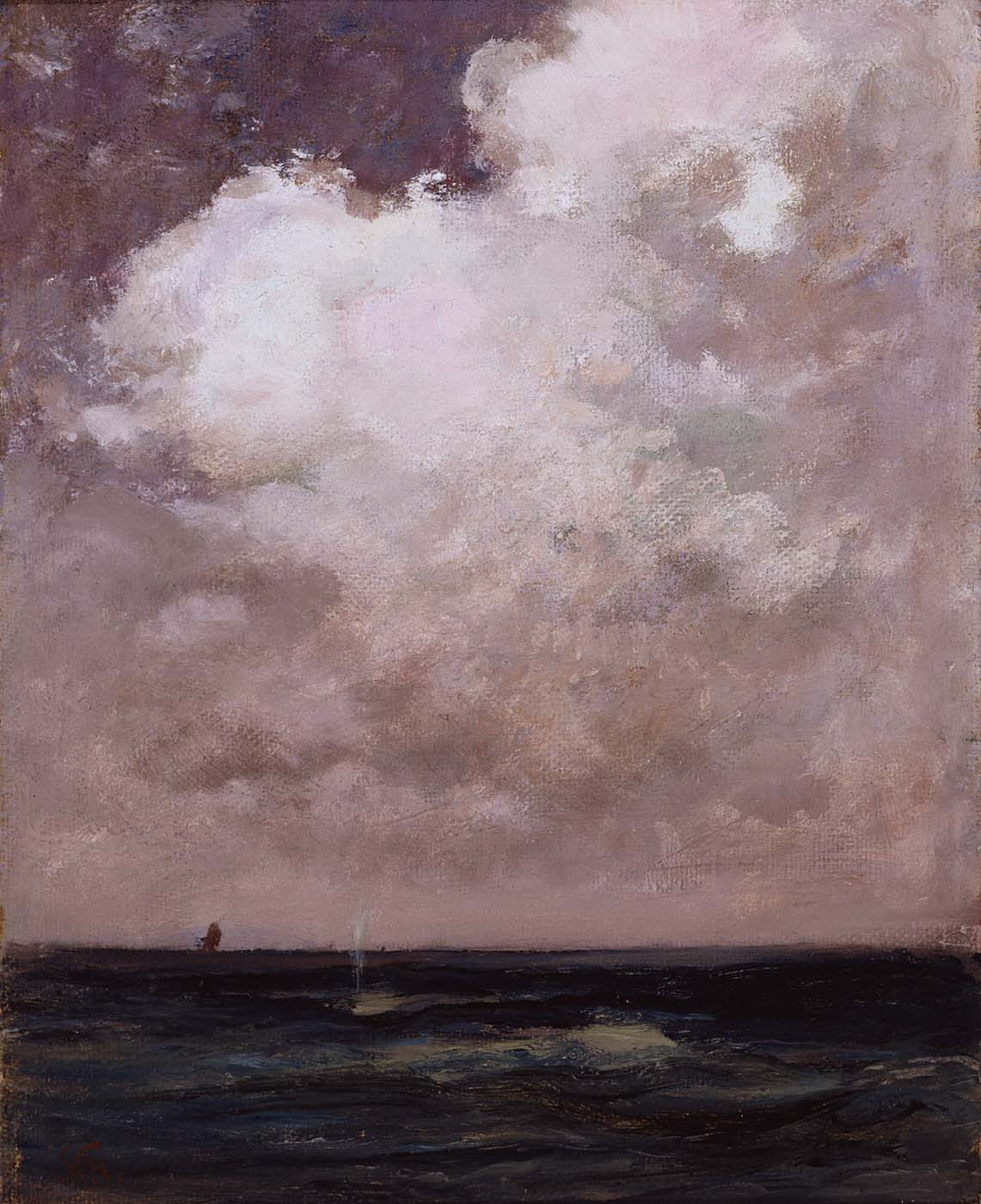
『潮を吹く鯨 (The Spouting Whale)』ウィリアム・モリス・ハント（1870年頃）油絵

クジラ類の潮吹きは古代から世界中のいたるところで観察され捕鯨に利用された。ノルウェー北部のアルタの岩絵にも描かれており、これは主として紀元前5000-4000年と紀元前2000-1000年の物だと推定されている。同様の岩刻は韓国（盤亀台岩刻画）、ブリティッシュ・コロンビア、不確定ではあるがニュージーランド（Weka Pass にあるマオリの岩絵）でも発見されている。
クジラの潮吹きは、オーストラリアでは創造神話に登場し、ヨーロッパでは怪物たちの描写に取り入れられている（6世紀にコンスタンティノープル周辺海域で何隻もの船を沈めた巨鯨 Porphyrios に対するプロコピオスの記述や、オラウス・マグヌスの『北方民族文化誌』など）。江戸時代初期から続く長崎くんちでは、主要な演し物の一つに『鯨の潮吹き』がある。クジラの潮吹きは、Wenceslaus Hollar（1620年代から30年代）、ウィリアム・ジェイムズ・リントン（1830年代）、ウィリアム・モリス・ハント（1870年頃）などによって西洋絵画の中にも描かれている。19世紀前半に実在し、小説『白鯨』の着想元ともなったマッコウクジラのモカ・ディックは、通常のマッコウクジラとは異なる潮の吹き方をしていた。

## フィクションでの潮吹き
漫画、アニメーション、イラストなどを問わず、噴水のように表現される。中には、人間がクジラに飲み込まれて噴気孔から潮吹きとともに飛び出す描写もみられる。
こういった慣例から、特撮ものでクジラや水棲生物をモチーフにした怪獣の潮吹きも、液体を噴出する（『ウルトラマン』のガマクジラなど）。